# Museo Cívico de Historia Natural de Milán
El Museo Cívico de Historia Natural (en italiano: Museo Cívico di Storia Naturale), instituido en el 1838, está ubicado en la ciudad italiana de Milán y es uno de los museos de historia natural más importantes de la Unión Europea y uno de los principales museos de la capital lombarda. Se halla en el centro de Milán, en el parque "Indro Montanelli", junto a las bocas de la estación del metro de Palestro.
Ese museo nació gracias a las donaciones de Giuseppe de Cristoforis y de Giorgio Jan, coleccionistas milaneses. El palacio en el que se sitúa el museo se construyó entre el 1888 y el 1893 en estilo neorrománico.
Desgraciadamente, el museo fue destruido por los bombardeos estadounidenses en 1943 y casi la mitad de sus colecciones se perdieron.
El museo alberga importantes colecciones de mineralogía, paleontología, botánica y zoología. Su piezas suman casi tres millones.
Hay además unos cien dioramas, que representan muy bien los principales ecosistemas del mundo y los espacios protegidos más importantes de Italia. Esos dioramas, que albergan muchas especies de animales, constituyen la principal atracción de los visitantes.

## Galería de imágenes

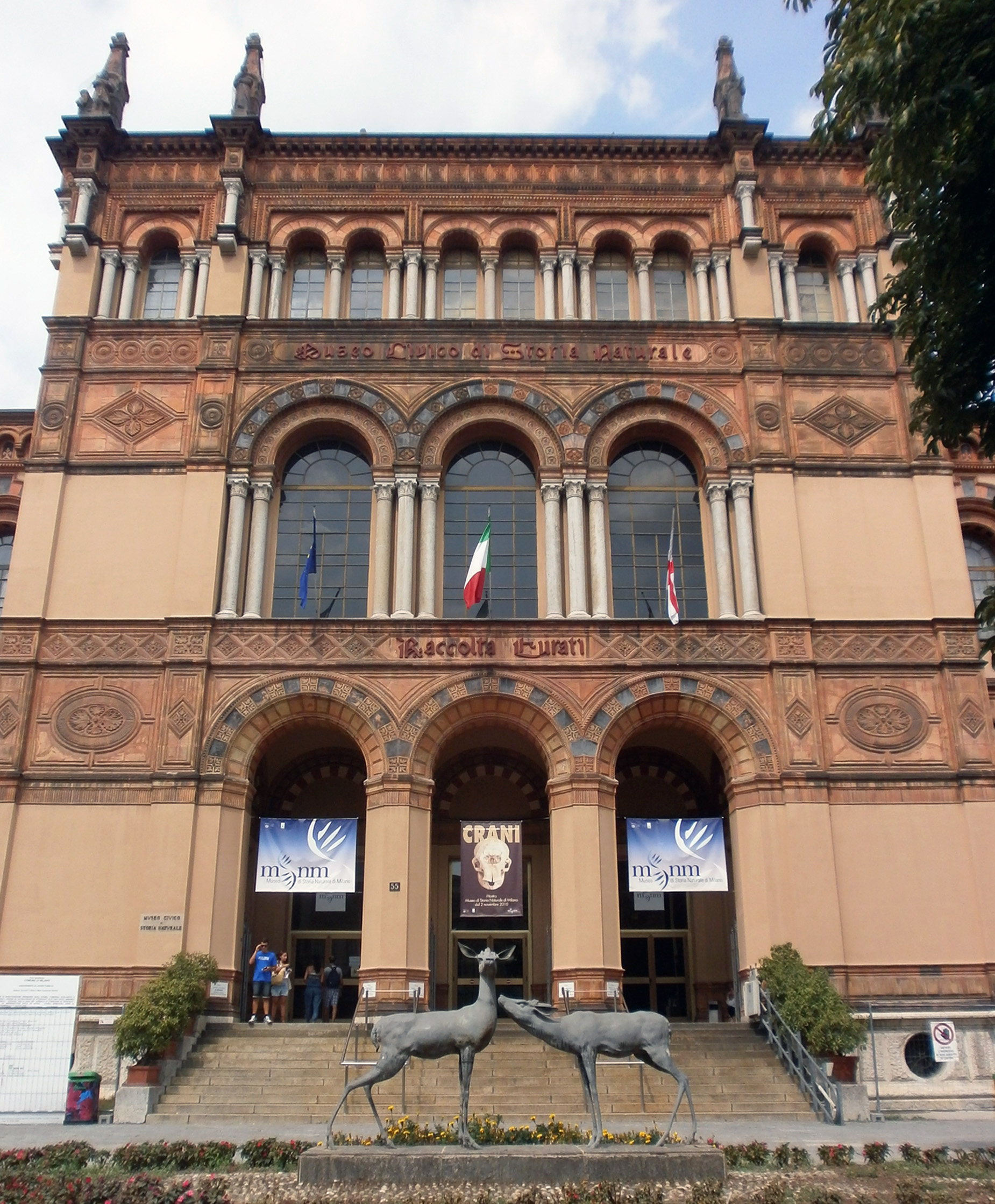
El edificio
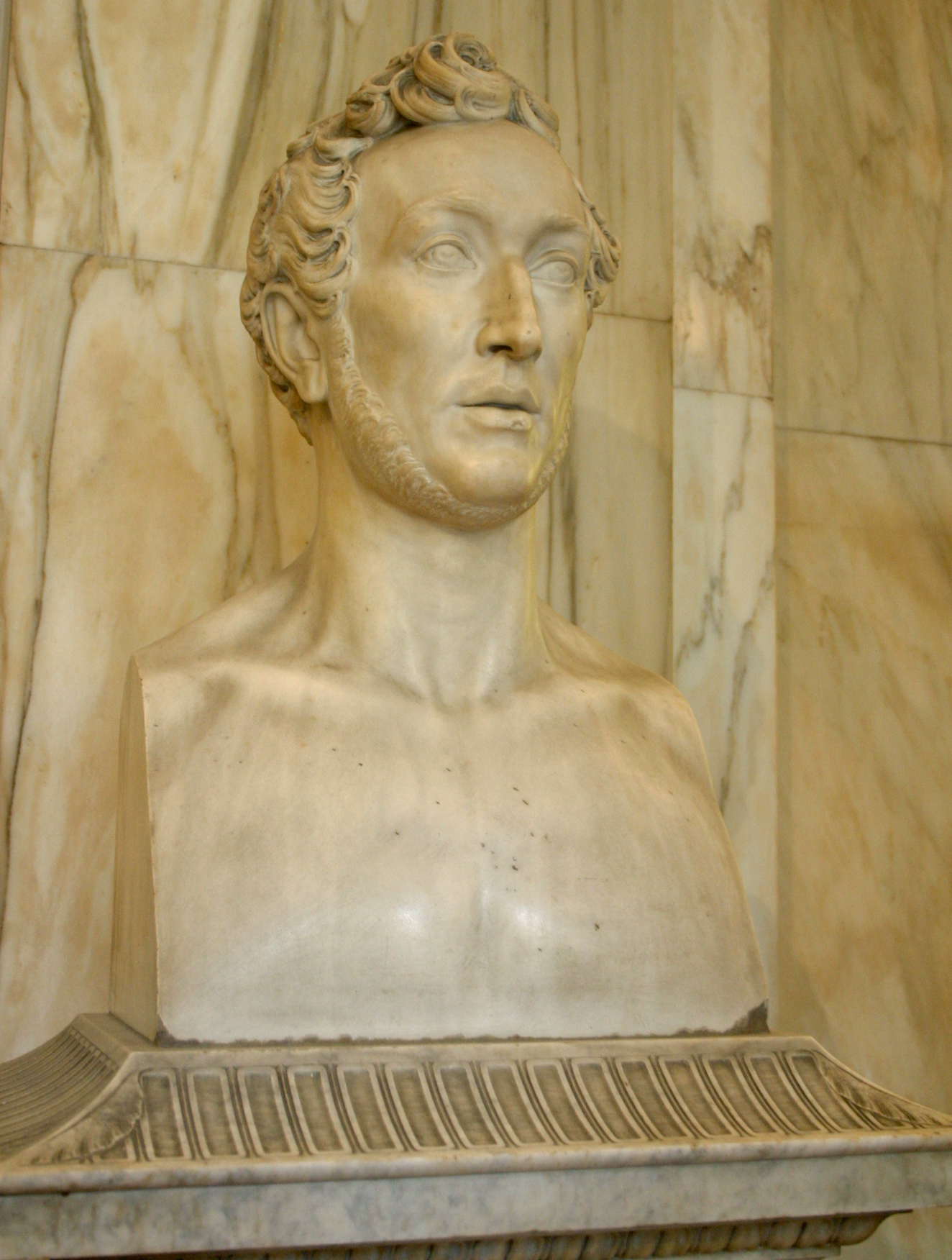
Busto del fundador Giuseppe De Cristoforis
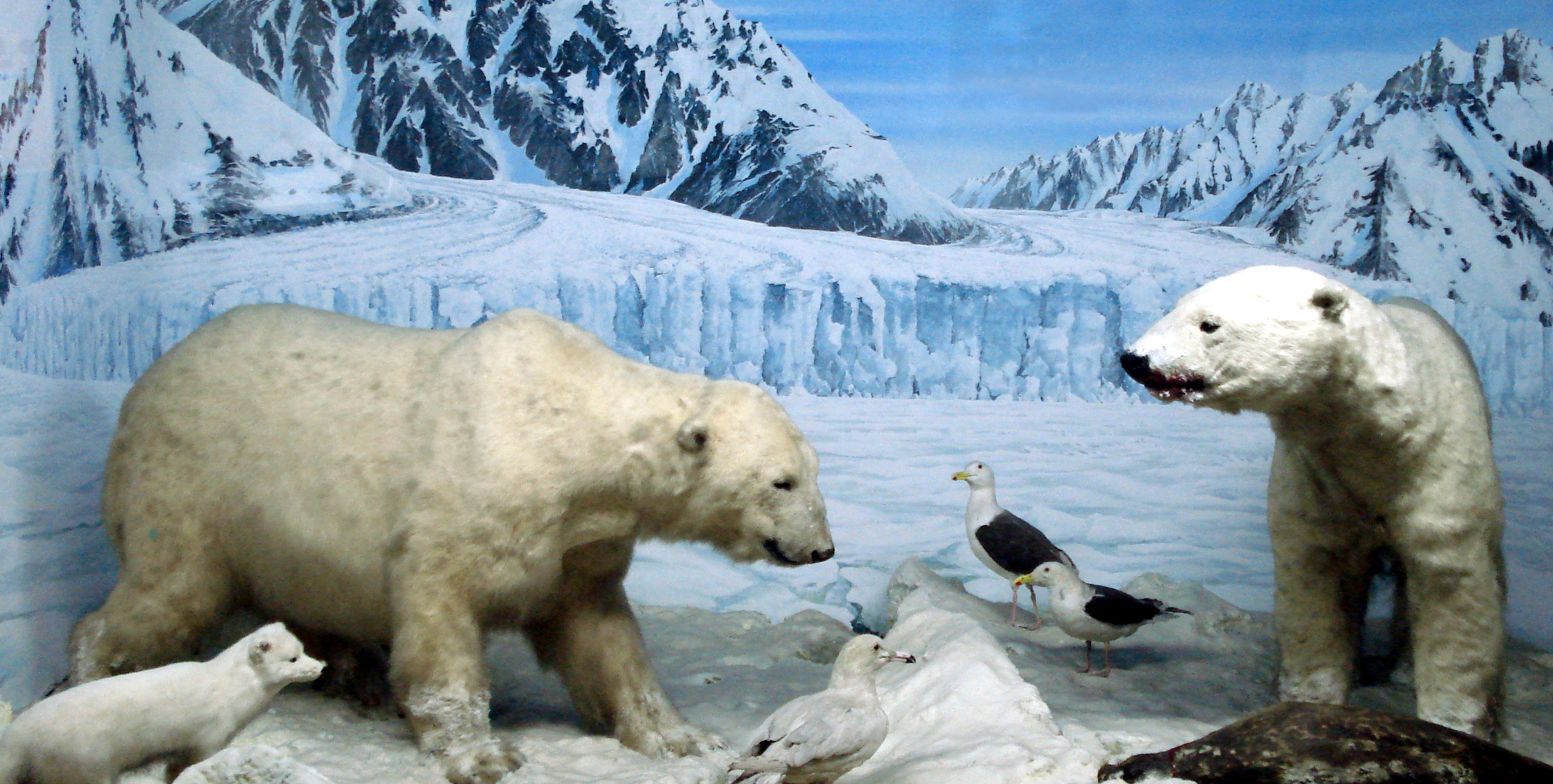
diorama
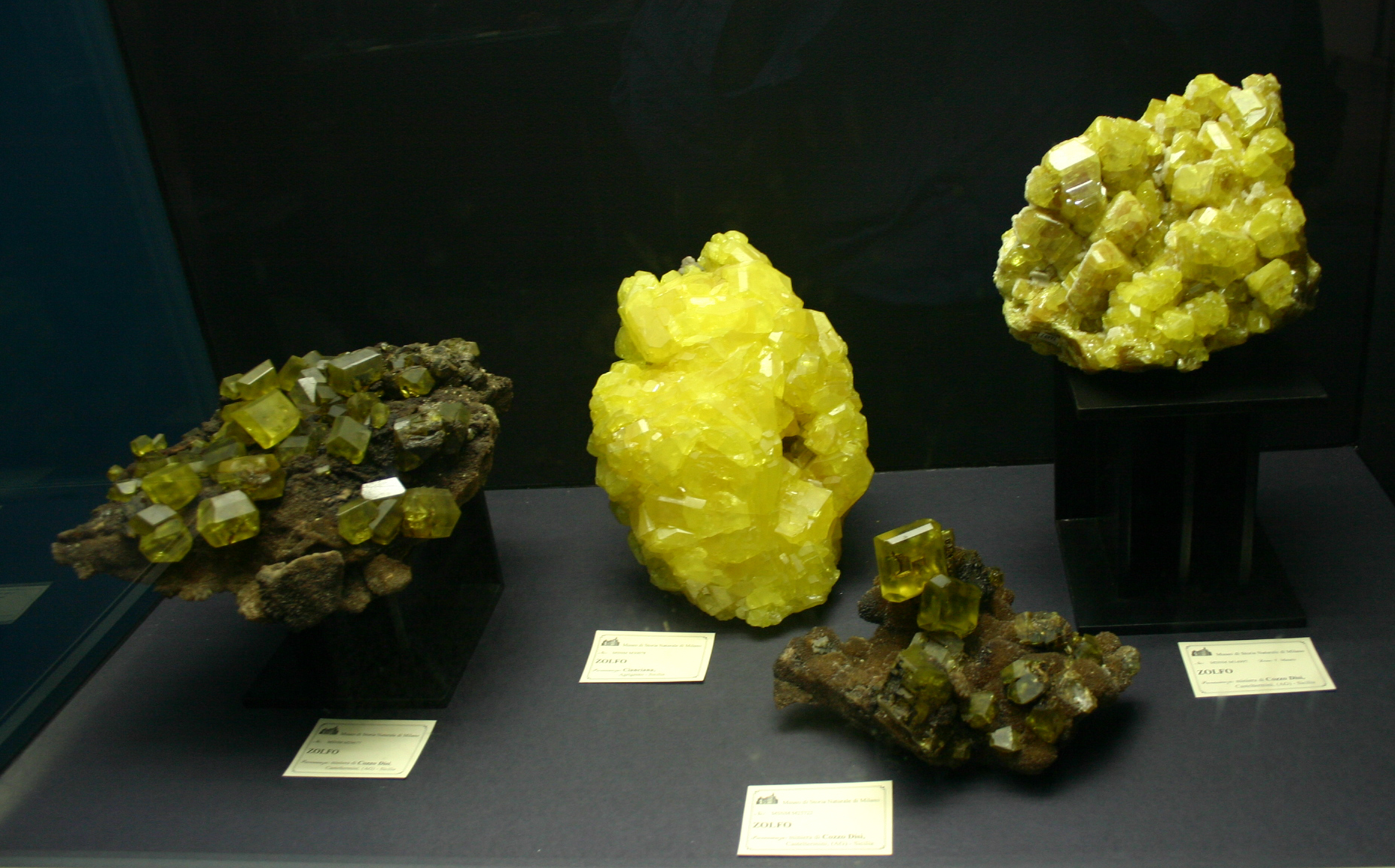
Vidriera con minerales de azufre
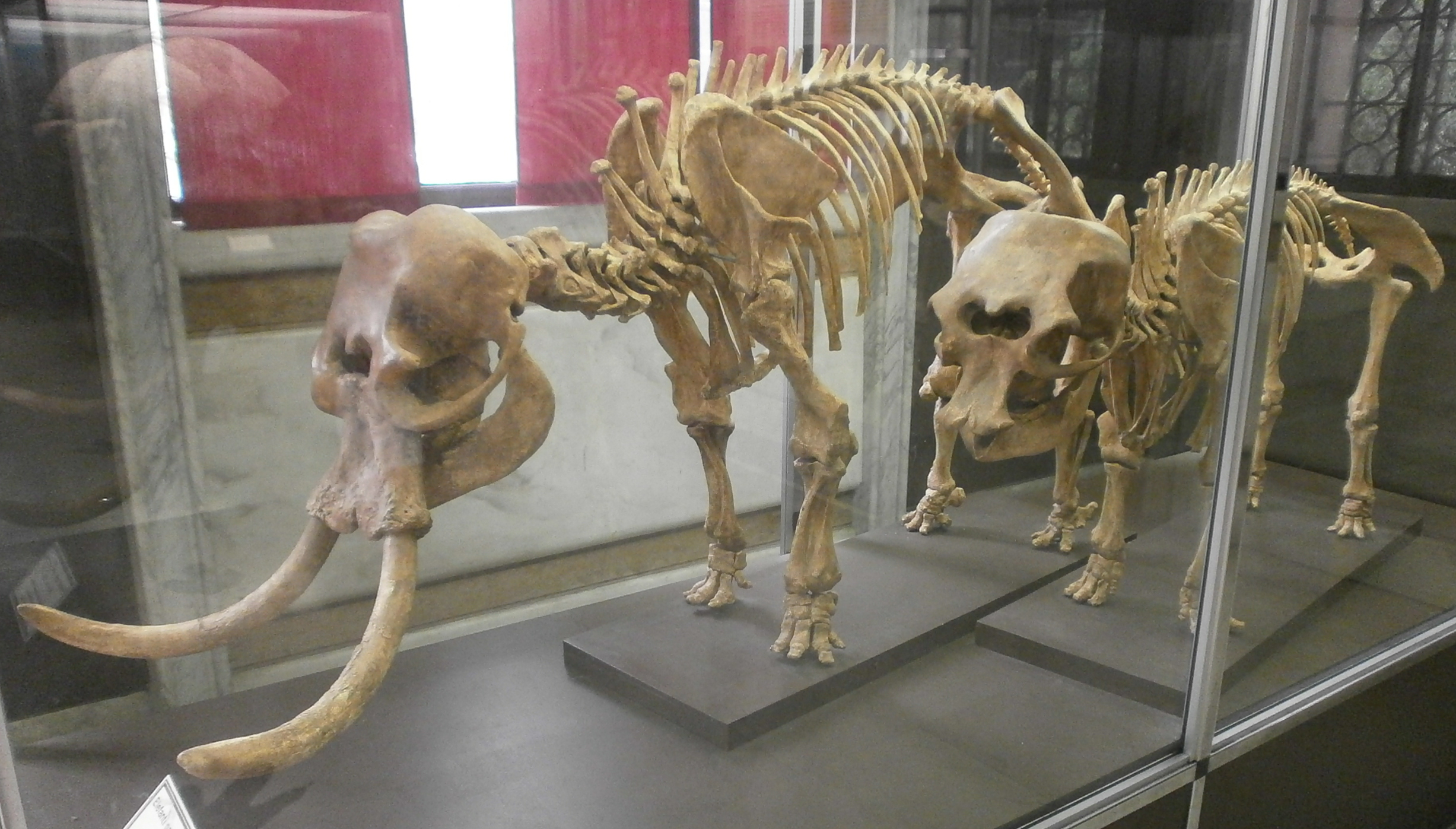
El elefante enano de Sicilia (Elephas falconeri)
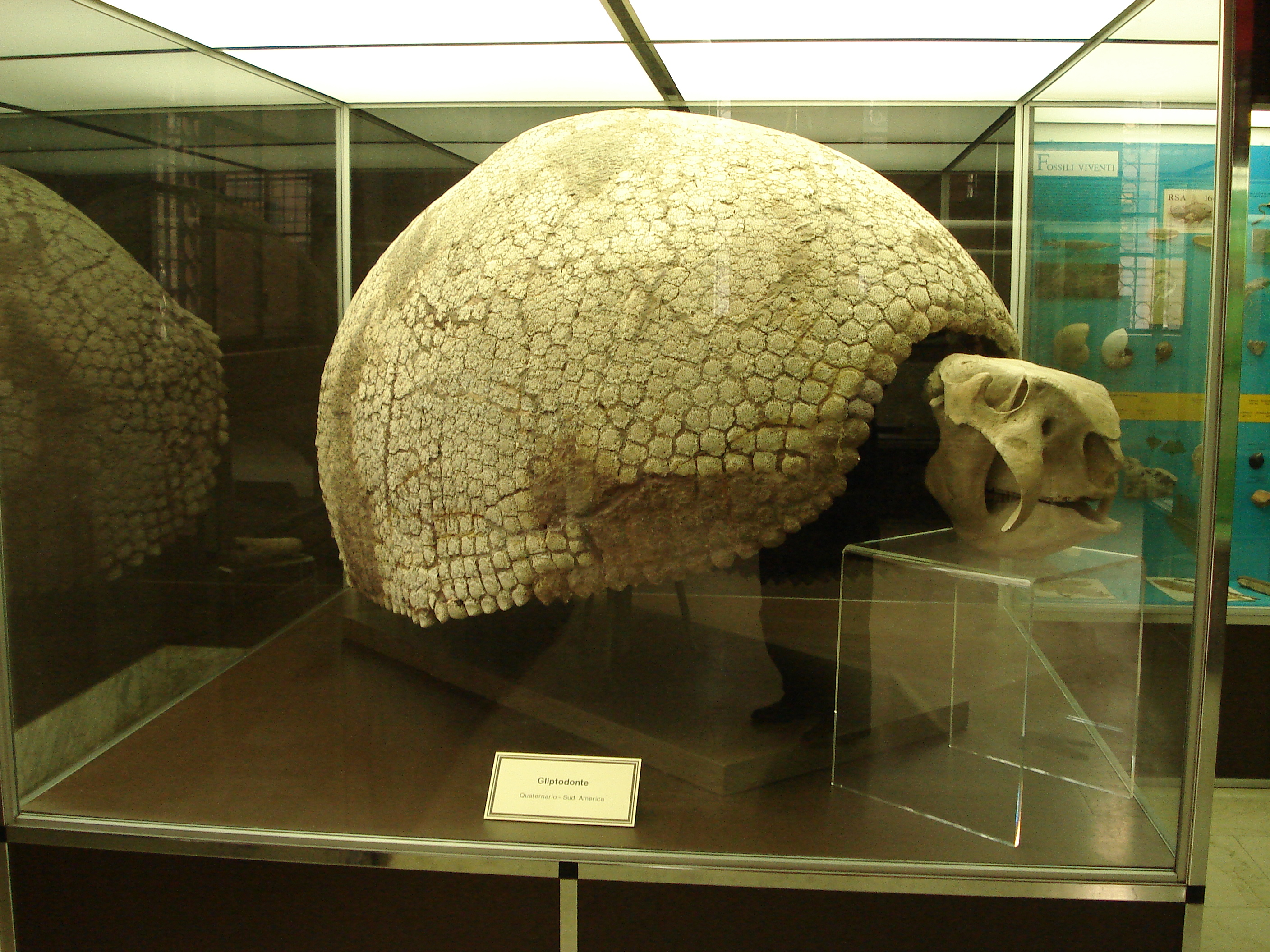
Vidriera con resto paleontologíco (Glyptodon)
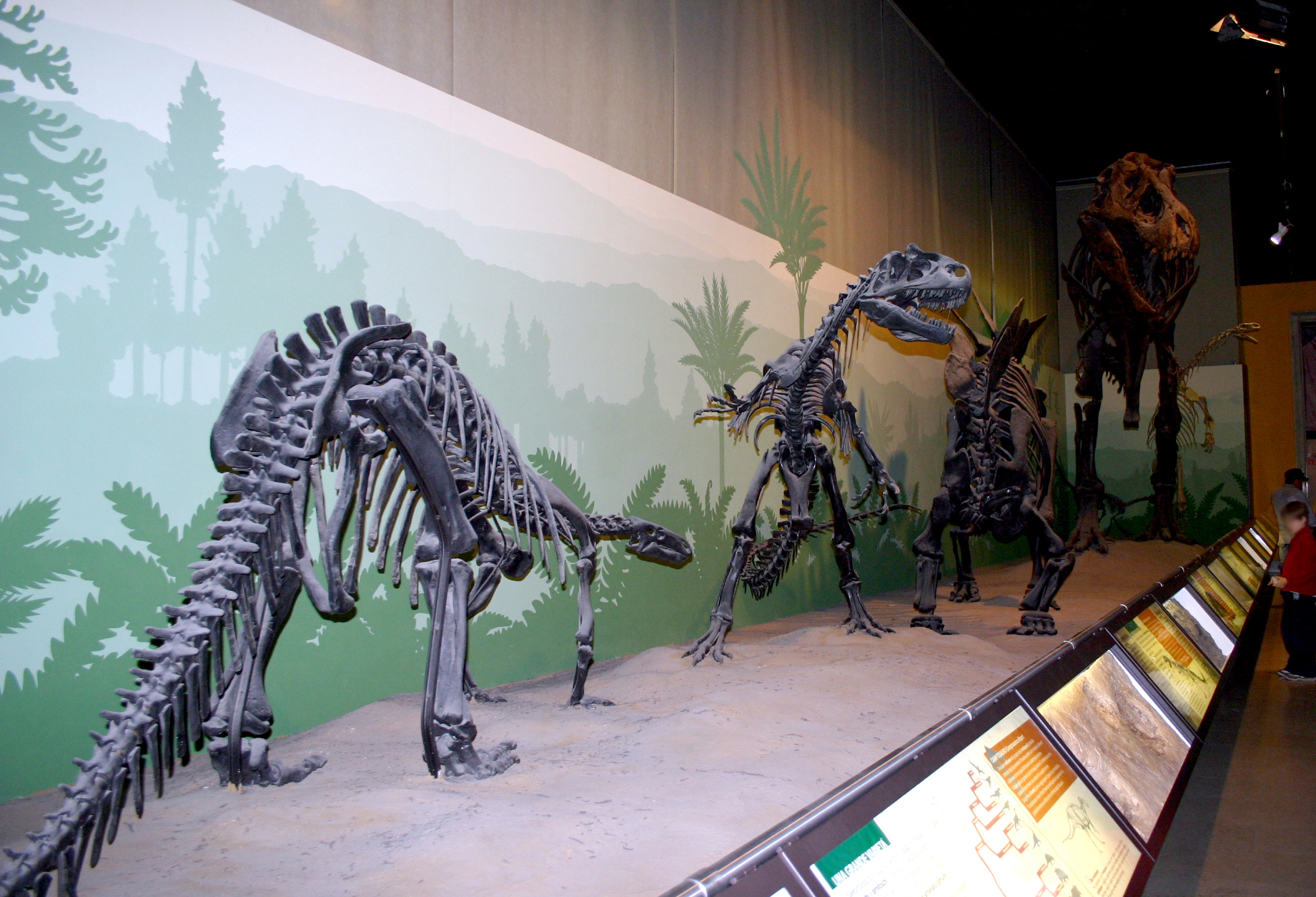
Salón de los dinosauria del Jurásico
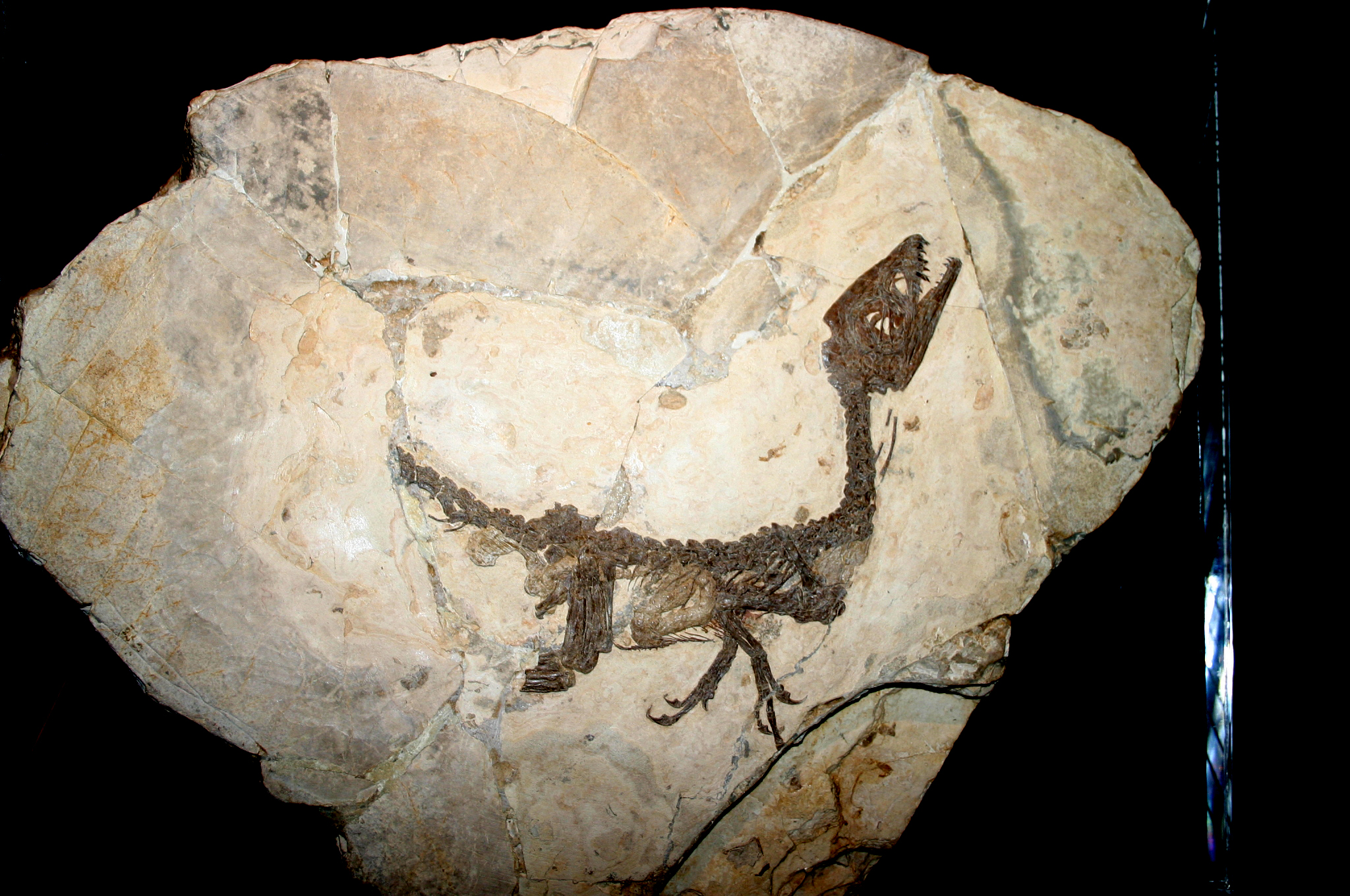
El celebre fósil de Scipionyx samniticus
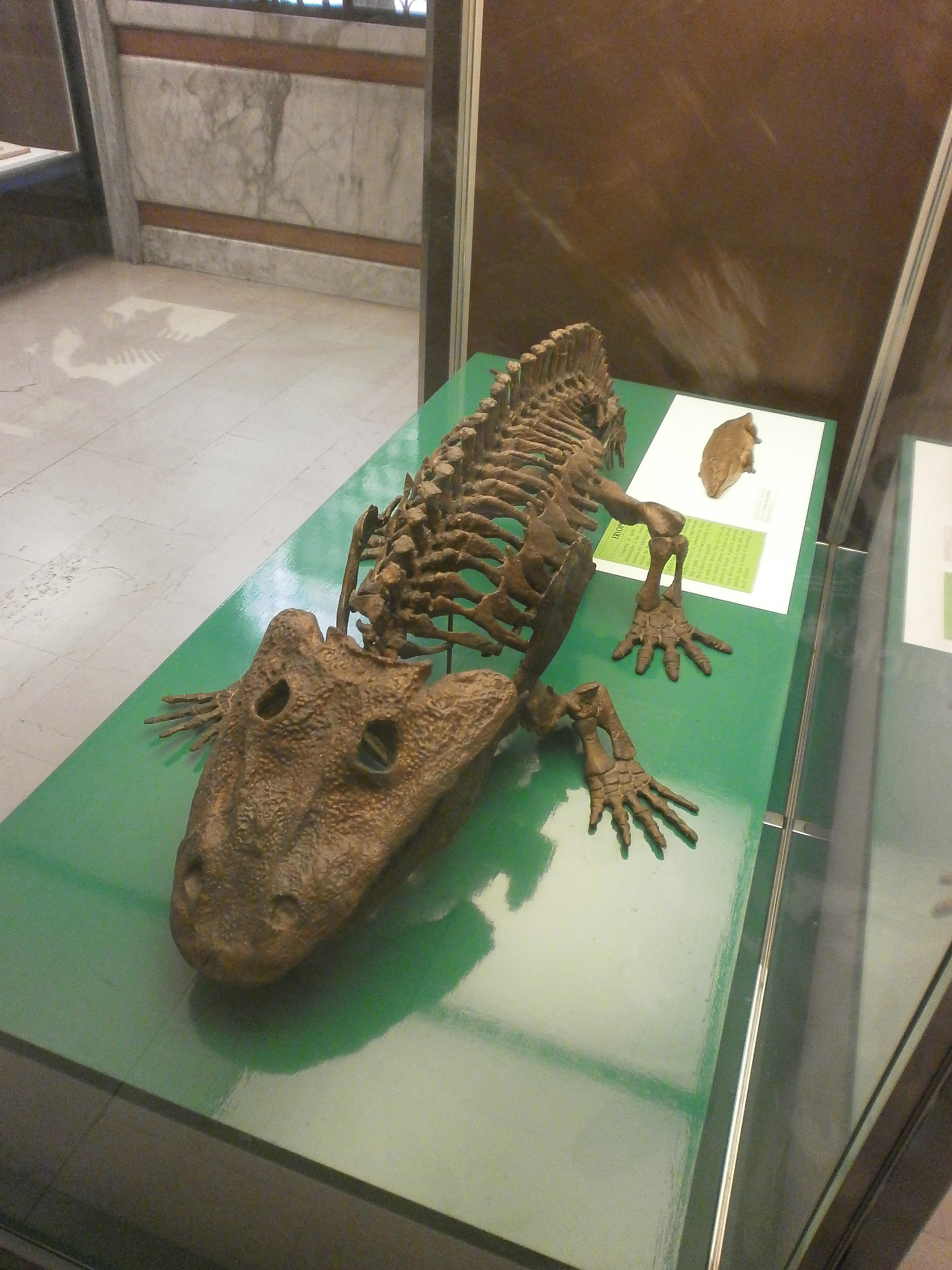
Eryops megacephalus
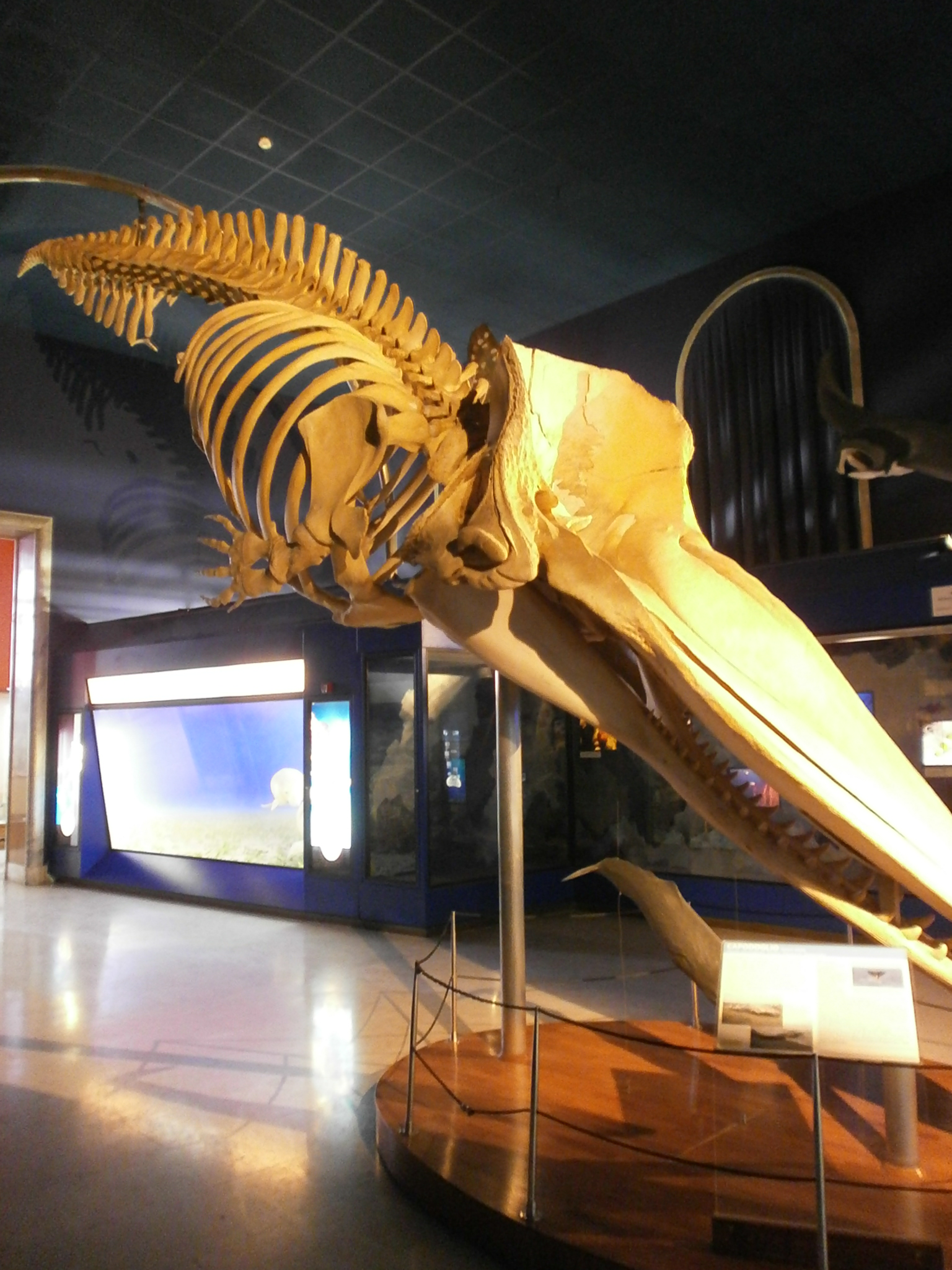
Physeter macrocephalus